# NGC 3487
NGC 3487 is een spiraalvormig sterrenstelsel in het sterrenbeeld Leeuw. Het hemelobject werd op 5 maart 1886 ontdekt door de Amerikaanse astronoom Lewis A. Swift.

## Synoniemen
- UGC 6092
- MCG 3-28-47
- ZWG 95.89
- PGC 33195